# Star Trek: Dark Armada
Star Trek: Dark Armada is een sciencefiction-fanfilmproject, gebaseerd op de serie Star Trek. Het project, dat sinds 2005 in ontwikkeling is, wordt geheel in Nederland geproduceerd door Fan Trek Productions. Het verhaal speelt zich af op het sterrenschip de U.S.S. Batavia, die vernoemd is naar het VOC schip  Batavia.

## Het ontstaan
Het idee van Dark Armada begon in 2005, toen na het stoppen van de serie Star Trek: Enterprise er een aantal fanfilm-initiatieven in Nederland van de grond probeerden te komen. Een eerder project, Star Trek: Parallels, heeft het voorlopig nog niet gehaald en Dark Armada is op het moment de meest actieve productie.

## Methodes en technieken
Net als veel andere Star Trek fanfilms is bij Dark Armada besloten om alle opnames voor een groen doek te doen, en de achtergronden te vervangen met computer-gegenereerde achtergronden (via chroma-keying), gecombineerd met computeranimatie voor de ruimtescènes. Video wordt opgenomen in High Definition Video en later nabewerkt met de computer.